# 仁和路站
仁和路站位于中华人民共和国湖北省武汉市洪山区，是武汉地铁4号线的地铁车站，規劃時稱“工业路站”。

## 車站结构
车站位于团结大道与仁和路的交叉口，为地下两层岛式站台：地下一层站厅，地下二层站台，共设四个出入口。 

### 楼层分布
| 地面     | 地面               | 出入口                               |  |  |
| 地下一层 | 站厅               | 售票机、客服中心、武漢通充值、洗手間 |  |  |
| 地下二层 |                    | █ 4号线 往柏林（园林路）             |  |  |
|          | 岛式站台，左侧开门 |                                      |  |  |
|          |                    | █ 4号线 往武汉火车站（工业四路）     |  |  |

### 車站特色
仁和路站是4号线一期的特色装修站之一，其主题为《光辉岁月》，反映其临近青山区的武汉钢铁公司的工业特色和建设成就。

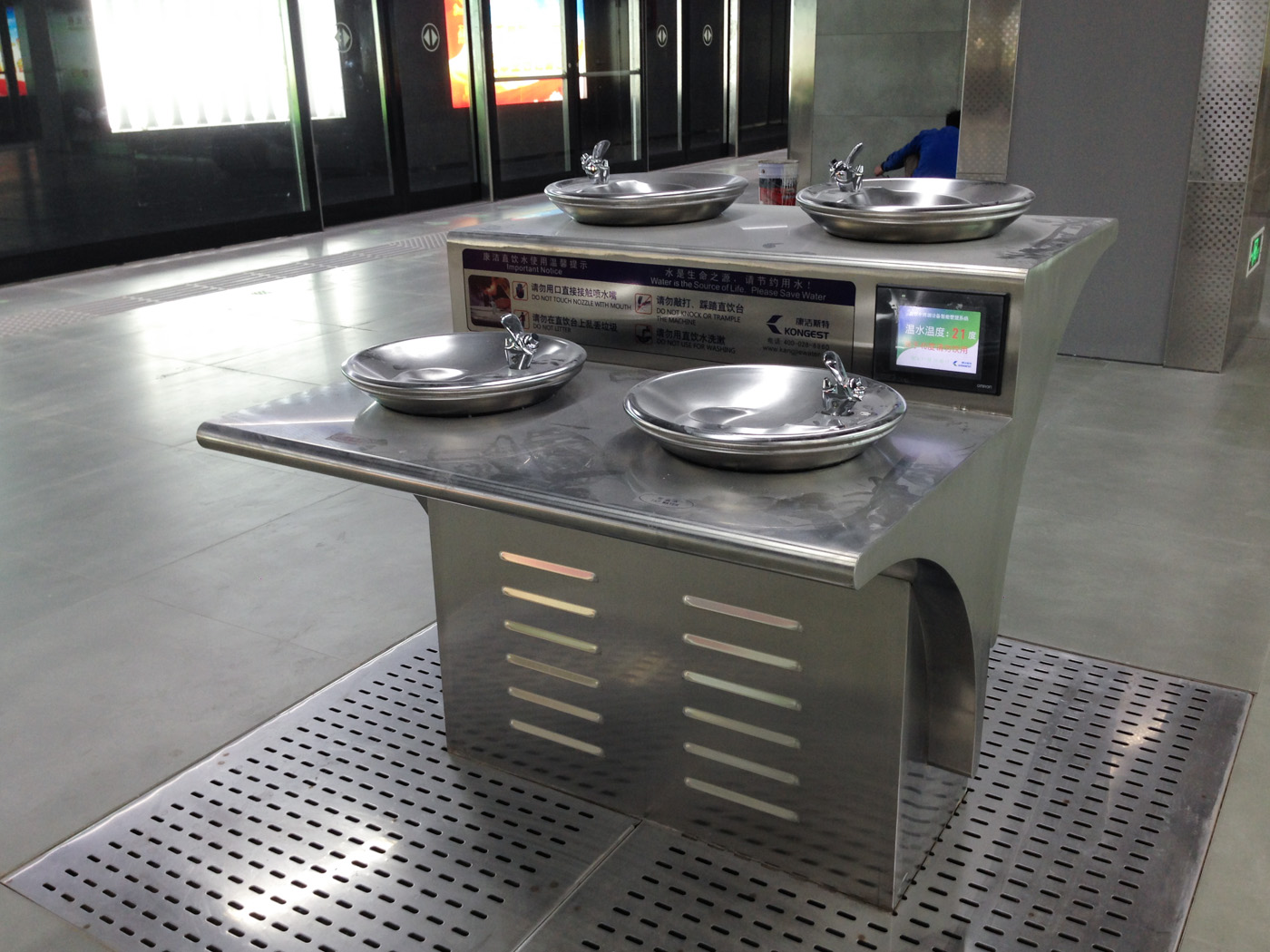
直饮水机
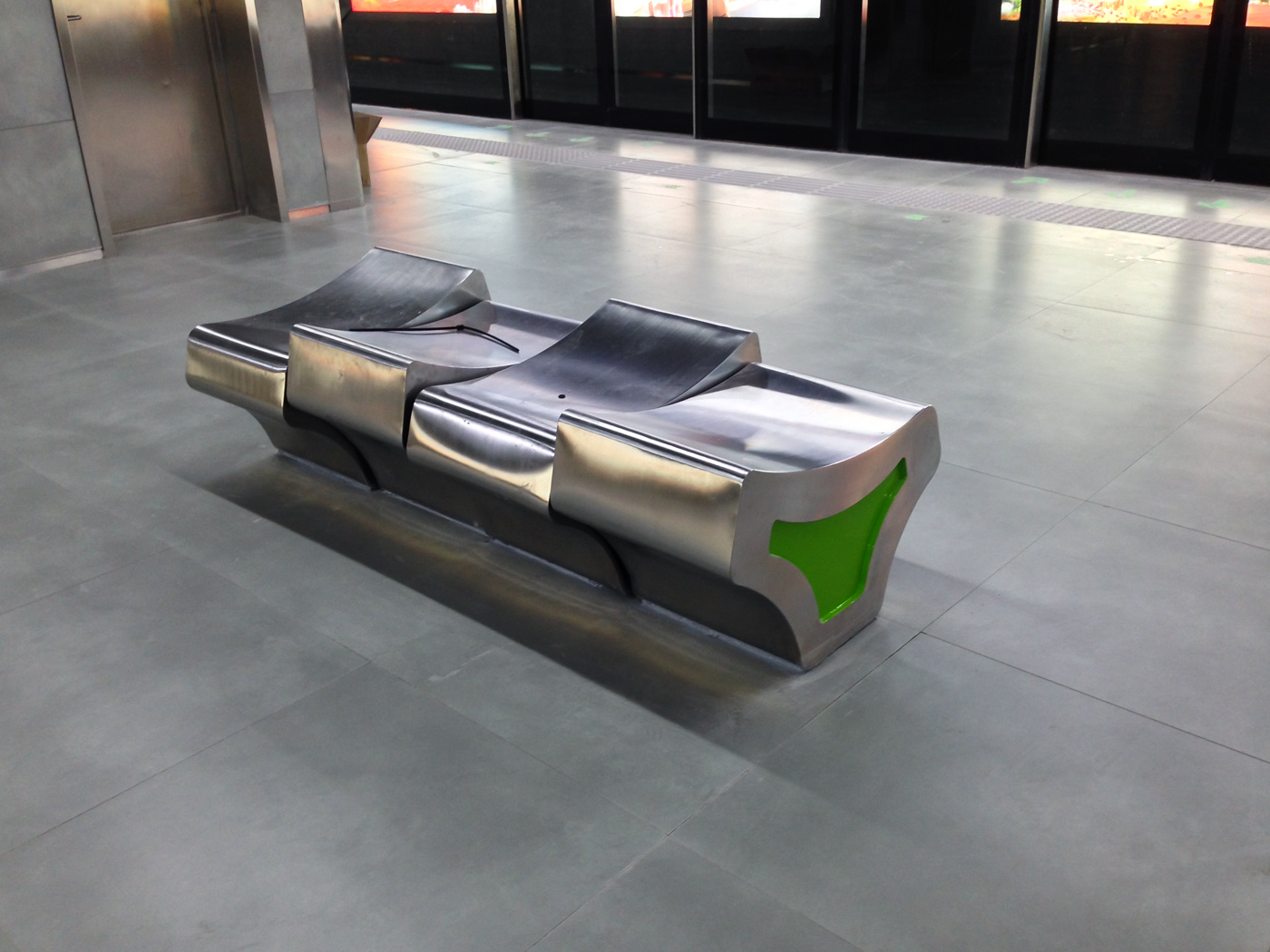
仁和路站座椅
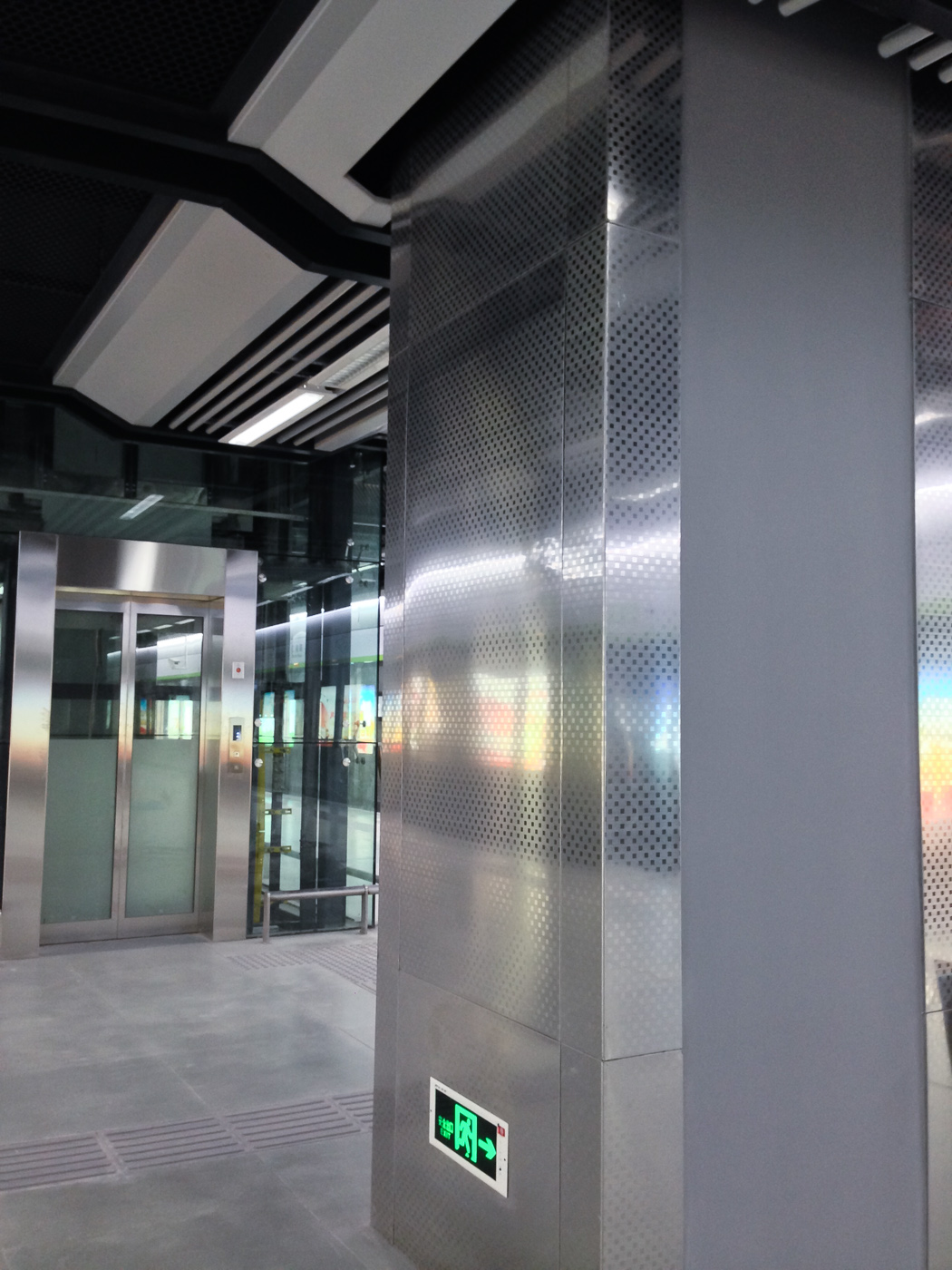
支柱包边

### 車站出口
|                                                 |      |      |                                   |
| 出口編號                                        | 設施 | 照片 | 建議前往的目的地                  |
| A                                               |      |      | 團結大道 仁和路、武豐一路、歡樂谷 |
| B                                               |      |      | 團結大道 仁和路                   |
| C                                               |      |      | 團結大道 仁和路                   |
| D                                               |      |      | 仁和路 團結大道                   |
| 注： 設有升降機 \| 設有輪椅升降台 \| 設有洗手間 |      |      |                                   |

## 运营信息
- 4号线首末班车时间

### 内部链接
- 武汉地铁车站列表